# Las fieras
Las fieras fue una telenovela de época producida por Ernesto Alonso para Telesistema Mexicano (hoy Televisa) en 1972. La historia original estuvo a cargo de Luisa Xamar, protagonizada por Raquel Olmedo y Héctor Gómez. Esta fue una de las primeras telenovelas en las que participó la reconocida actriz mexicana ya que venía de trabajar en La cruz de Marisa Cruces y Las gemelas.
La telenovela fue una historia que combinó el drama, el romance y el sufrimiento, aspectos que se ven reflejados en el papel de Raquel Olmedo, quien interpretó a Edith Brisson, una mujer marcada por el sufrimiento y el dolor por culpa de Madame Clara Brisson (su nuera).

## Sinopsis
Ambientada en París en la década de 1950, la historia tiene como protagonistas principales al matrimonio de André (Héctor Gómez) y Edith Brisson (Raquel Olmedo). Edith asiste como enfermera a Pierre, un millonario que se recupera de heridas sufridas en Indochina. A pesar de la oposición de la madre de Pierre, Mme. Brisson (Anita Blanch), tiempo después se casan y tienen un hijo al que llaman Jean (José Alonso). Mme. Brisson tiende una trampa a Edith para que su hijo crea que ella lo engaña con un amigo suyo, Leonard (Ricardo Blume). La pareja se divorcia y a Edith se le impide relacionarse con su hijo, por lo que intenta luchar para que se conozca la verdad y poder recuperar a su familia.

## Elenco
Todos los personajes de la telenovela:
- Raquel Olmedo - Edith Brisson
- Héctor Gómez† - André Brisson
- Anita Blanch - Madame Clara Brisson
- Teresa Velázquez - Renata
- Ricardo Blume† - Leonard
- José Alonso - Jean Brisson
- Carlitos Argüelles - Jean Brisson (niño)
- Norma Lazareno - Hélène
- David Estuardo - Tony
- Dolores Beristáin† - Nicole
- Lilia Aragón - Natalia
- Talina Fernández - Mari
- José Antonio Ferral† - Carlos
- Margarita Cortés - Portera
- Teresita Ayenza - Elenita
- Alonso Cano - Fiscal
- Lorena Velázquez - Sara
- Atilio Marinelli† - Mutso
- Miguel Manzano†
- Javier Ruán - Ray
- Sara Montes - Fanny
- Malena Doria - Martha
- Ana Ofelia Murguía - Talma
- Octavio Menduet - Ciego
- Margot Wagner - Rossy
- Raymundo Capetillo - René